# Antoine Jeammaud
Antoine Jeammaud, né le 11 novembre 1943 à Saint-Étienne, est un universitaire et juriste français, spécialiste du droit du travail et de la théorie du droit. Il est professeur émérite à l'Université Lumière Lyon 2.

## Carrière universitaire
Docteur en droit en 1975, il rédige une thèse intitulée Des oppositions de normes en droit privé interne à l'Université Lyon III. Agrégé de droit, il devient professeur à l'Université Jean Monnet de Saint-Etienne entre 1976 et 1998. Il est ensuite professeur à l'Institut d'études du travail de Lyon de l'Université Lyon 2 jusqu'à 2009, puis professeur émérite de cette même université.
En 1978 Antoine Jeammaud cofonde l'association et la collection Critique du droit. Ce mouvement, d'inspiration marxiste hétérodoxe, souhaite questionner l'enseignement du droit ainsi qu'approfondir une compréhension matérialiste du droit et de l'Etat. Les auteurs de Critique du droit souhaitent prendre le droit au sérieux et ne pas le considérer comme un simple reflet de l'infrastructure, de la base économique. Le groupe se dote d'une revue intitulée Procès. Cahiers d'analyse juridique et politique. L'activité de l'association se termine autour de 1987.
Antoine Jeammaud participe à la théorisation du concept d'ambivalence du droit du travail : contre une thèse jugée éculée du droit du travail comme essentiellement protecteur des salariés, Jeammaud et ses collègues du mouvement Critique du droit considèrent que le droit du travail participe à la médiation juridique de l'exploitation de la force de travail autant qu'à la sauvegarde de la domination capitaliste. Autrement dit, il existe une double action de légitimation et d'amendement du système capitaliste par le droit du travail. 
En 1983 il fonde et dirige le Centre de recherches critiques sur le droit (CERCRID), associé au CNRS.
Il préside l'Association française de droit du travail et de la sécurité sociale (AFDT) entre 2004 et 2009.

## Publications

### Ouvrages
- Le droit capitaliste du travail, avec F. Colin, R. Dhoquois, P.H. Gouttierre, G. Lyon-Caen et A. Roudil, Presses Universitaires de Grenoble, coll. Critique du droit, 1980.
- Droit du travail, démocratie et crise, en Europe occidentale et en Amérique, co-direction avec A. Lyon-Caen, Actes Sud, 1986.
- Le licenciement, Dalloz, coll. Connaissance du droit, 1993.
- Droit du travail, avec J. Pélissier et A. Supiot, Dalloz, 4 éditions entre 2000 et 2008.
- Les grands arrêts du droit du travail, avec J. Pélissier et E. Dockès, Dalloz, 3e et 4e éditions en 2004 et 2008.
- Le droit du travail confronté à l'économie, Dalloz, coll. Thèmes et commentaires, 2005.

### Quelques articles importants
- « Droit du travail et/ou droit du capital », Procès. Cahiers d’analyse politique et juridique, n° 2, 1978, p. 15.
- « Propositions pour une compréhension matérialiste du droit du travail », Droit social, 1978, p. 337.
- « Sur le droit du travail de la crise », Procès. Cahiers d’analyse politique et juridique, n° 6, 1980, p. 73.
- « La règle de droit comme modèle », Recueil Dalloz, 1990, p. 199.
- « Le principe de faveur. Enquête sur une règle émergente », Droit social, 1999, p. 115.
- « Supplément d'enquête sur un objet familier », avec Martine Le Friant, in À droit ouvert. Mélanges en l'honneur d'Antoine Lyon-Caen, Dalloz, 2018, p. 441.